# جوناثان ميسيلو
جوناثان ميسيلو (بالإسبانية: Jonathan Maicelo Román) مواليد 10 أغسطس 1983 في كاياو، هو ملاكم بيروفي يصنف ضمن فئة الوزن الخفيف. حقق الميدالية الفضية في الألعاب البوليفارية سنة 2011.

## إحصائيات
خاض خلال مسيرته 23 نزالا، فاز في 20 ولم يتعادل وخسر في 2. فاز بالضربة القاضية في 12 نزالا.

## روابط خارجية
- جوناثان ميسيلو على موقع بوكس ريك (الإنجليزية) (registration required)